# الملعب (الطائف)
الملعب قرية سعودية، تتبع لمحافظة الطائف التابعة لإمارة منطقة مكة المكرمة.

## القرية
تبعد القرية عن محافظة الطائف حوالي 26 كيلو مترا باتجاه الجنوب، نوع الطريق أسفلت. أقرب مدينة أو قرية بها مركز وخدمات صحية هو أبو غيل وآل عمرين الذي يبعد عن القرية 12 كم. خدمات التعليم: يوجد في القرية مدرسة حمزة بن عبد المطلب الابتدائية ومدرسة حمزة بن عبد المطلب المتوسطة ومدرسة حمزة بن عبد المطلب الثانوية (بنين)، ومدرسة الملعب تعليم كبار، ومدرسة الملعب الابتدائية ومدرسة الملعب المتوسطة (بنات). الخدمات العامة: كهرباء عامة وخدمة بلدية وخدمة بريد وبث تلفزيوني.